# Криуляни
Криулень (рум. Criuleni, Криуляни) — місто в Молдові, центр Кріуленського району.

## Географія
Криуляни розташовані за 43 км на північний схід від Кишиніва, на річці Дністер. Висота над рівнем моря - 19 м. У підпорядкуванні Криулян перебувають села Охринча і Золончени.

## Назва
Про походження назви існує наступна легенда. У сусідніх селах жили хлопець Кріу й дівчина Ленуца. Вони були закохані один в одного, але батьки заборонили їм одружитися. Не знайшовши іншого виходу, закохані кинулися в Дністер. Родичі закоханих зрозуміли, всю глибину трагедії й згодом переселилися на те місце, поруч із яким утопилися Кріу й Ленуца. Поселення назвали Кріо-Ляна. Пізніше назва перетворилася в Криулень, або Криуляни.

## Історія

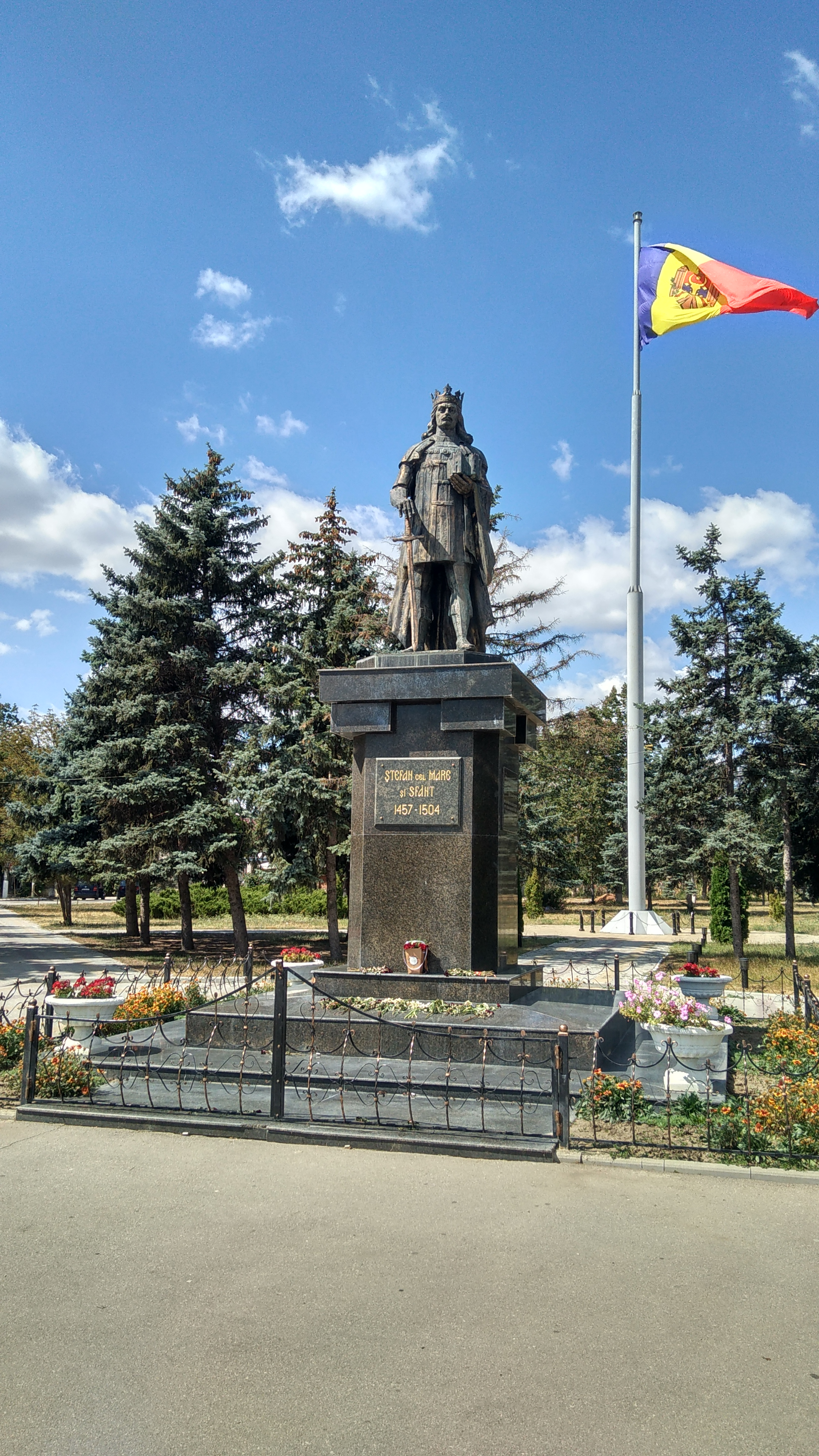
Статуя Стефана Великого в центрі міста

Перша документальна згадка датується 1607 роком, коли село за 100 татарських золотих і трьох добрих коней придбав Нікола Донич.
1796 року в селі було зведено дерев'яну церкву, а з 1814 року перебудовано на кам'яну Святого Михаїла. У той час цей район був з’єднаний мостом із подільським містечком Дубоссари, розташованим трохи вище села Криуляни, на лівому березі Дністра.
На 1859 рік Криуляни — містечко в 350 дворів. Входило до складу Оргеєвського повіту Бессарабської губернії.
У середині XIX століття в селі діяла переправа через Дністер, плавучий млин, чотири фабрики з фарбування вовни, спиртовий завод та пекарня. 1866 року відкрилася парафіяльна школа, працював єврейський молитовний будинок. У Криулянах проводилися два великі ярмарки — Свято-Георгіївський та Покровський. 1886 року Криуляни — адміністративний центр Криулянської волості Оргеєвського повіту.
На початку XX століття в Криулянах діяла земська школа, при якій була бібліотека з 289 найменуваннями книг, підведено телефонний зв'язок, відкрито медпункт.
У 1944-1970 роках Криуляни входили до складу Дубоссарського району. 1970-го року з частини Дубоссарського та Аненій-Нойського районів було виділено окремий Криулянський район з районним центром у Криулянах.
16 червня 1967 року село Криуляни набуло статусу селища міського типу. На початку 1990-х років Криуляни стають містом.
З 1991 року після виходу Молдавської РСР зі Радянського Союзу, знаходиться в незалежній Молдові.
На весні 2019 року місто постраждало від ураганного вітру та пилової бурі, спостерігалось серйозне забруднення повітря. Видимість на дорогах становила до одного кілометра.

## Населення
Населення складало 1100 осіб, 560 чоловіків та 540 жінок на 1859 рік.
До літа 1941 року Криулянах проживало 1852 людини, проте вже літом 1949 року населення скоротилося до 1323 мешканців.
В 1970 році населення міста становило 4,9 тис. жителів.
Чисельність населення міста Криуляни 2019 року становила 8483 жителі, з них чоловіків - 4037 і жінок - 4446.

### Етнічна структура
Етнічна структура міста за переписом населення 2004 року:
| Етнічна група    | Населення | % Відсоток |
| ---------------- | --------- | ---------- |
| Молдавани/Румуни | 6 135     | 85,95%     |
| Росіяни          | 477       | 6,68%      |
| Українці         | 419       | 5,87%      |
| Гагаузи          | 22        | 0,31%      |
| Болгари          | 20        | 0,28%      |
| Інші             | 65        |            |
| Всього           | 7,138     | 100%       |

## Відомі люди
- Каменщик Олександра (нар. 28 серпня 1988) — молдавська лижниця і біатлоністка.
- Клещенко Сергій Вікторович (нар. 20 травня 1972) — молдовський футболіст.
- Гавриков Віктор Миколайович (29 липня 1957 — 27 квітня 2016) — литовський шахіст i шаховий тренер.
- Карауш Васіле (нар. 6 серпня 1988) — молдовський футболіст.

## Міста-побратими
Криуляни є побратимом з:
- Орештіє, Румунія